# Le Blanc
Le Blanc [lə blɑ̃] ist eine französische Gemeinde mit 6188 Einwohnern (Stand 1. Januar 2022) im Département Indre in der Region Centre-Val de Loire. Die Stadt ist Verwaltungssitz des Arrondissements Le Blanc und gehört zum Kanton Le Blanc.

## Geographie
Le Blanc liegt im äußersten Südwesten des Départements am Fluss Creuse, in der Naturlandschaft Boischaut Nord im Regionalen Naturpark Brenne. Der Ort befindet sich etwa mittig zwischen Poitiers und Châteauroux. Nachbargemeinden sind (im Uhrzeigersinn) Douadic, Rosnay, Ruffec, Bélâbre, Mauvières, Concremiers, Saint-Aigny und Pouligny-Saint-Pierre.

## Name
Der Name der Stadt ist keltischen Ursprungs, seine Bedeutung jedoch unklar. Es besteht kein Zusammenhang mit dem französischen Wort „blanc“ (dt.: weiß).

## Geschichte

Ville Basse, auf der Brücke ein Zug der Tramways de l’Indre, vor 1919

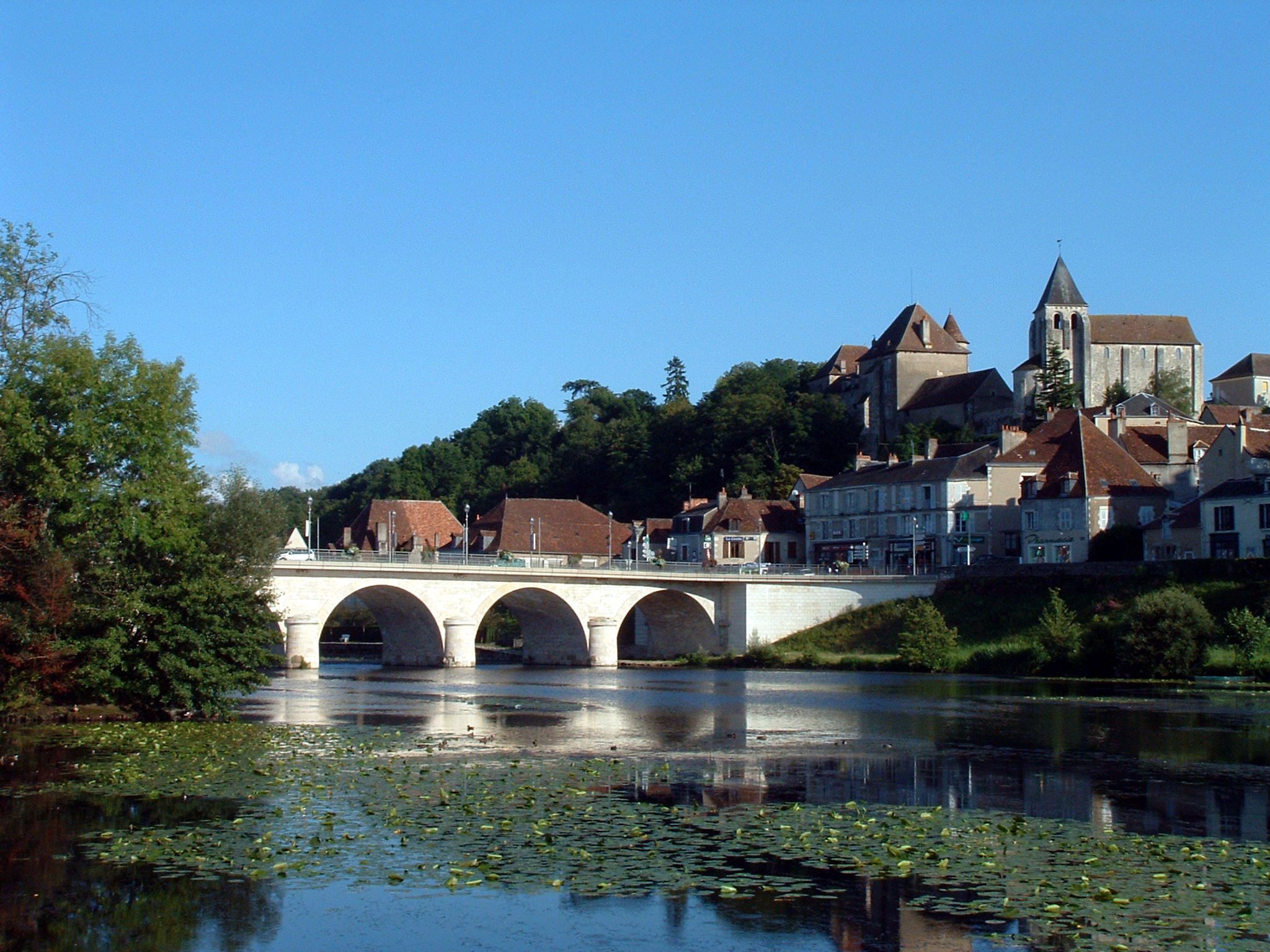
Brücke über die Creuse, Ville Haute mit dem Château Naillac und der Kirche Saint-Cyran

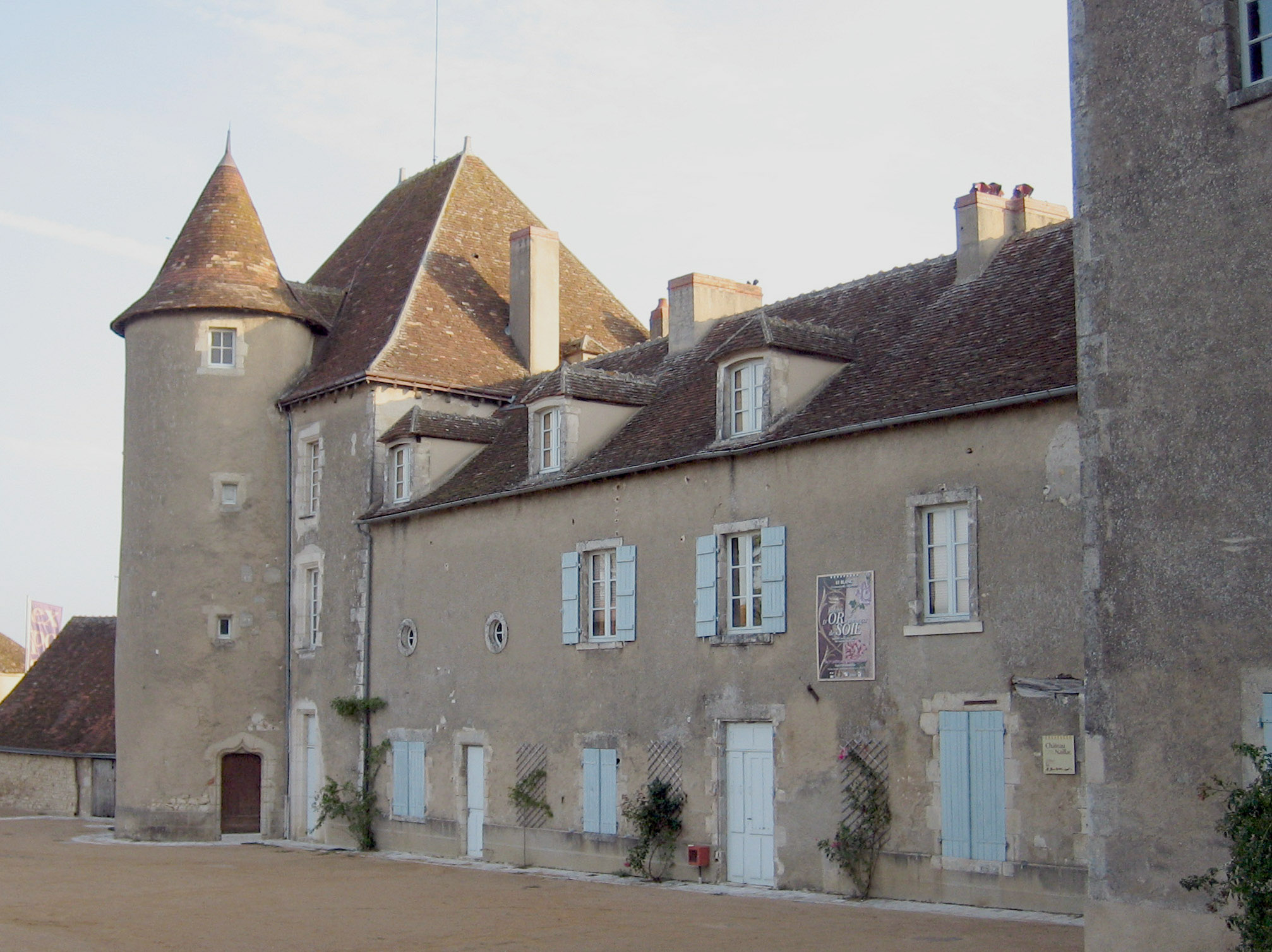
Château Naillac

Le Blanc verdankt seine Existenz einer Furt, an der die Creuse durchquert werden konnte. Nördlich der Furt entstand, längs einer Römerstraße, um die Kirche Saint-Génitour herum die Unterstadt (Ville Basse), die zur Provinz Berry gehörte. An der Südseite des Flusses lagen die Burgen Château Naillac (zum Berry gehörig) und Château Donjon (Provinz Poitou). Auf den Kalksteinhängen um die beiden Festungen bildete sich die Oberstadt (Ville Haute) mit der Kirche Saint-Cyran.
Im Mittelalter waren die beiden Städte durch eine Brücke miteinander verbunden. Sie wurde 1530 bei einem Hochwasser zerstört, während der folgenden 300 Jahre musste auf einer Fähre über den Fluss gesetzt werden. Anfang des 19. Jahrhunderts wurde die heutige Brücke errichtet.

## Bevölkerungsentwicklung
| Jahr      | 1962 | 1968 | 1975 | 1982 | 1990 | 1999 | 2009 | 2018 |
| Einwohner | 6402 | 6767 | 8024 | 7769 | 7361 | 6998 | 6946 | 6319 |

## Sehenswürdigkeiten
- Château Naillac mit zwei Türmen aus dem 12./13. Jahrhundert
- Église Saint-Cyran du Blanc, romanische Kirche aus dem 12. Jahrhundert
- Die 528 m lange und 38 m hohe Eisenbahnbrücke Viaduc du Blanc der Eisenbahnstrecken von Port-de-Piles und Saint-Benoît überspannt das Tal der Creuse

## Verkehr

### Straßen
In Le Blanc kreuzen sich die Departementsstraßen D 951 (Poitiers–Châteauroux) und die D 975 (Châtillon-sur-Indre–La Trimouille). Die ab 1933 als N 750 bezeichnete Nationalstraße in Richtung Tours nach La Celle-Saint-Avant existierte als solche bis 1973 und wurde anschließend zur D 950 herabgestuft.
Die nächstgelegenen Autobahnanschlussstellen befinden sich bei Châtellerault bzw. Poitiers (Autoroute A 10) und Argenton-sur-Creuse (A 20).

### Schienenverkehr
Der Bahnhof Le Blanc ist verwaist, nachdem er 1953 für den Personen- und 1994 für den Güterverkehr geschlossen wurde. Er wurde am 16. Mai 1886 von der Compagnie du chemin de fer de Paris à Orléans (P.O.) eröffnet und war zunächst Endpunkt des ersten Abschnitts der Bahnstrecke Port-de-Piles–Argenton-sur-Creuse. Am 7. November 1887 ging die Zweigstrecke von Le Blanc nach Saint-Benoît in Betrieb, am 17. November 1902 erreichte die von Romorantin-Lanthenay kommende Schmalspurbahn Chemin de fer du Blanc-Argent den Ort. 1904 wurde die ebenfalls meterspurige Strecke nach Argenton-sur-Creuse über Saint-Benoît-du-Sault (Tramways de l’Indre) eröffnet, deren Station auf dem Bahnhofsvorplatz lag.
Letztere wurde bereits im Jahr 1938 wieder eingestellt, 1940 endete der Reiseverkehr auf allen normalspurigen Strecken. Am 1. September 1953 wurde der Endabschnitt der schmalspurigen Strecke von Romorantin stillgelegt.

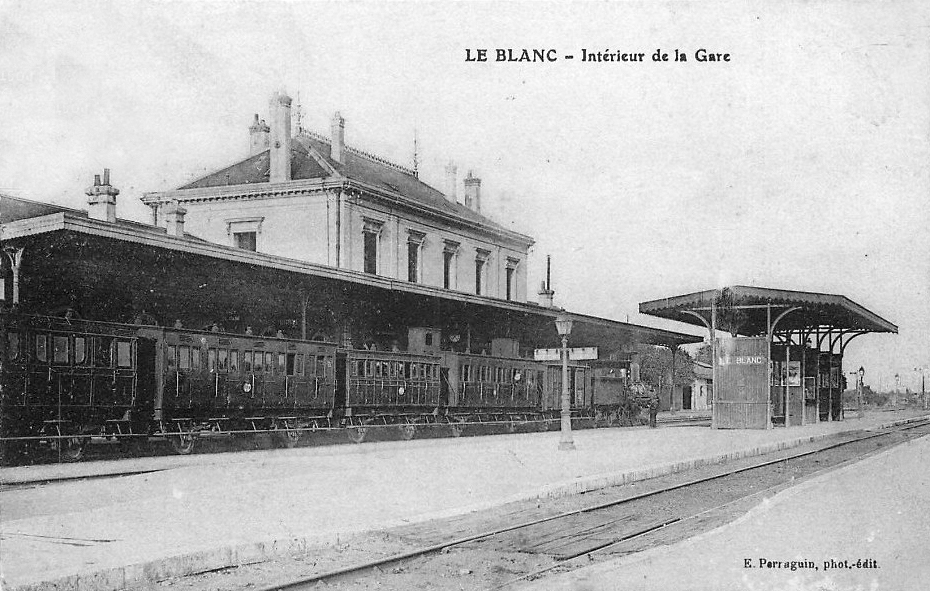
Bahnhof Le Blanc (Gleisseite), Anfang 20. Jahrhundert
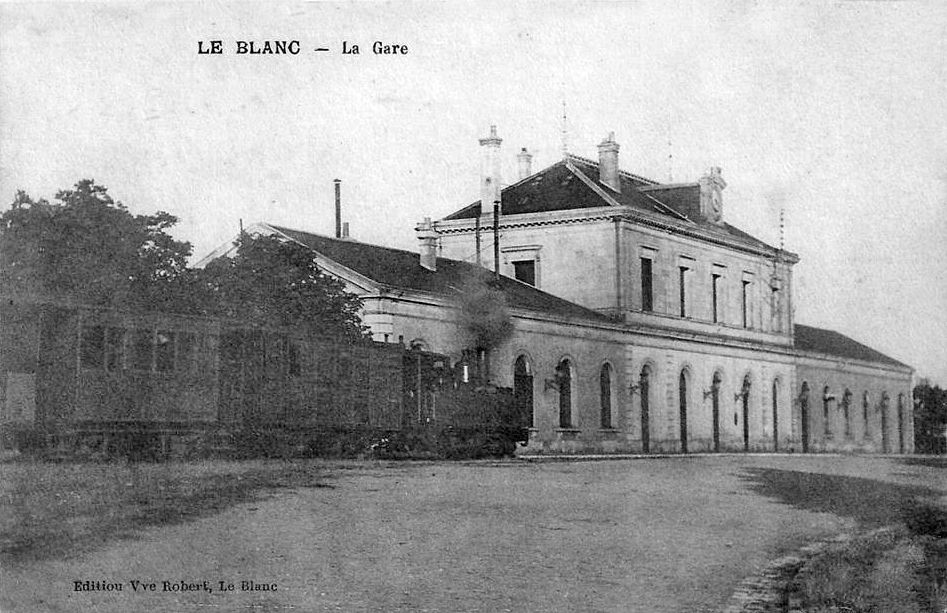
Zug der Tramways de l’Indre auf dem Bahnhofsvorplatz, um 1910
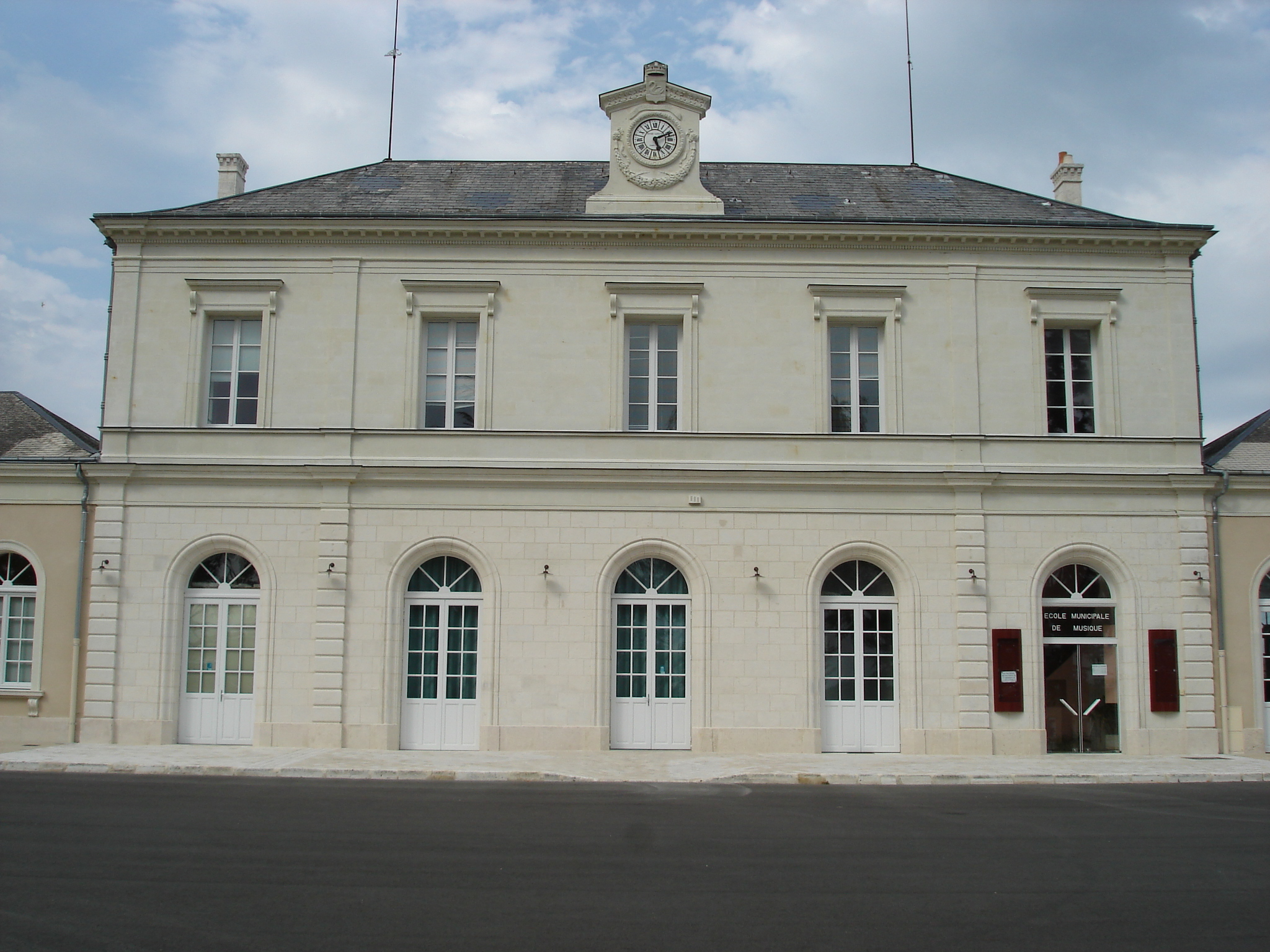
Empfangsgebäude des Bahnhofs
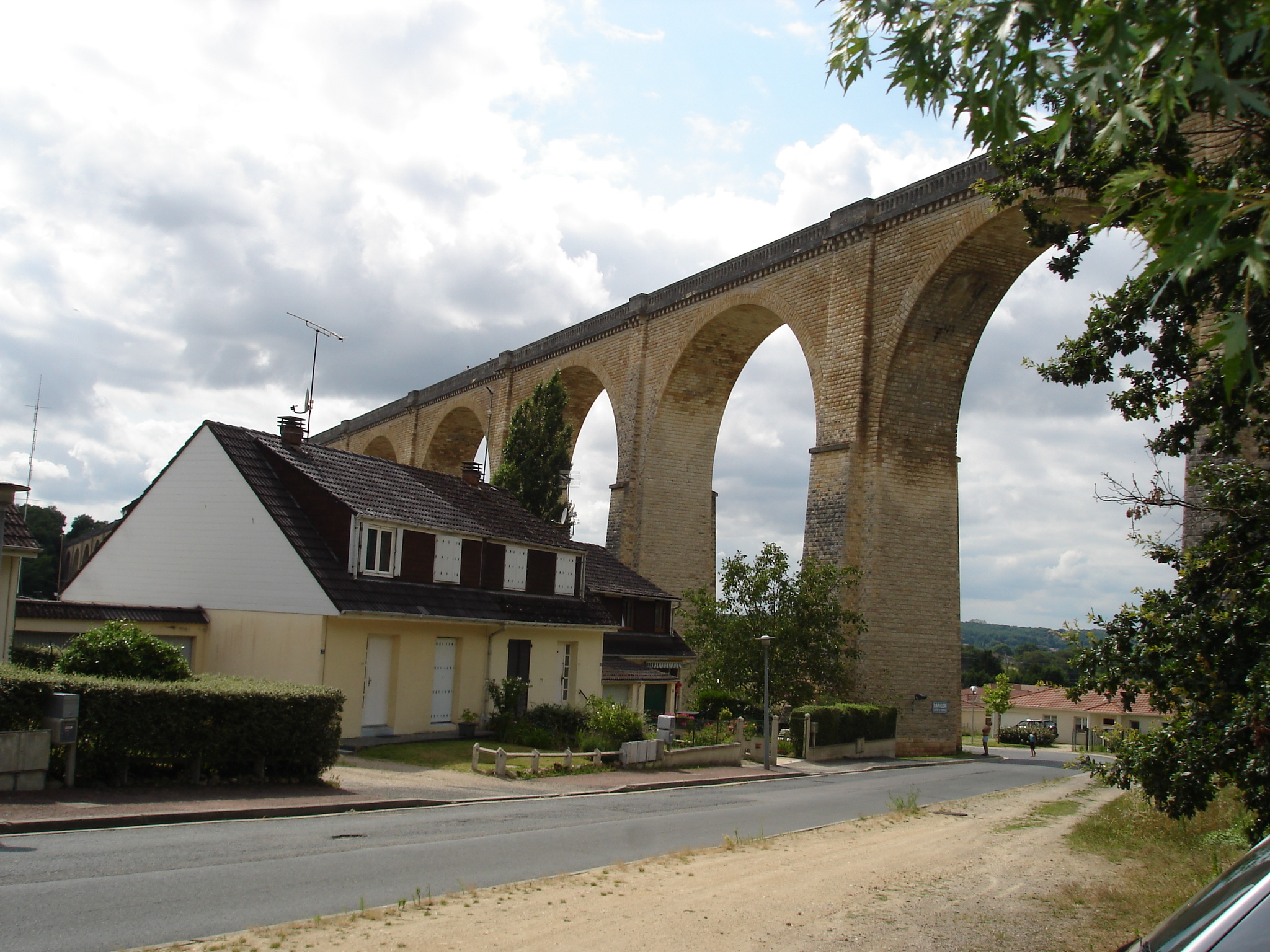
Eisenbahnbrücke Viaduc du Blanc

## Partnerschaft
- Bechhofen in Mittelfranken (Deutschland) ist Partnergemeinde von Le Blanc.

## Persönlichkeiten
- Jeanne-Elisabeth Bichier des Ages (1773–1838), 1949 heiliggesprochen
- Albert Chichery (1888–1944), Deputierter 1932–1940; 1940 kurzzeitig Handels- und Industrieminister der Regierungen Paul Reynaud und Philippe Pétain und Angehöriger des Nationalrats im Vichy-Regime. Als Unternehmer war er ein Fahr- und Motorradpionier
- Pierre Barjot (1899–1960), Admiral, während der Sueskrise aktiv
- Odette Tuzet (1903–1976), Zoologin und Hochschullehrerin
- Lucien Pailler (1907–1970), Autorennfahrer
- Philippe Lécrivain (1941–2020), Jesuit, Historiker
- Johann Obiang (* 1993), französisch-gabunischer Fußballspieler